# تطوان (نجم)
تطوان هو الاسم الرسمي للنجم الأكثر سطوعاً في منظومة أُبسلون المرأة المسلسلة. والاسم اللاتيني هو: Upsilon Andromedae ‏(υ Andromedae، وتختصر التسمية Upsilon And ،υ And). أبسلون المرأة المسلسلة هو نظام نجمي ثنائي يقع في كوكبة المرأة المسلسلة. على بعد يقدر بحوالي 44 سنة ضوئية عن الأرض يتألف النظام النجمي من نجم من النوع-F (محدد بالتعين υ Andromedae A)، ويطلق عليه أيضاً تطوان، ونجم أصغر عبارة عن قزم أحمر محدد بالتعين (υ Andromedae B).
يوجد اعتباراً من عام 2010، أربعة كواكب خارج المجموعة الشمسية تتبع هذا النظام النجمي محددة بالأسماء التالية: (أبسلون المرأة المسلسلة b، c، d وe). سميت أول ثلاثة كواكب مكتشفة (صفار، سمح ومجريطي على التوالي).
ومن المرجح أن جميع الكواكب الأربعة كواكب عملاقة قابلة للمقارنة مع حجم كوكب المشتري. ويعتبر هذا النظام الكوكبي أول نظام كوكبي متعدد يتم اكتشافه حول نجم من نجوم النسق الأساسي، وأول نظام متعدد الكواكب معروف في نظام نجمي متعدد.

## التسمية
υ آندروميدا (بالأحرف في نمط اللغة اللاتينية Upsilon Andromedae) الذي هو نظام تسمية باير للنجوم. ووفقا لقواعد تسمية النجوم في الأنظمة النجوم الثنائية حيث تتم تسمية العنصرين A وB. وتحت نفس القواعد، أول كوكب اكتشف يدور حول υ آندروميدا A، يتم تسميتة υ آندروميدا Ab. على الرغم من هذا النموذج الأكثر رسمية يستخدم أحيانا لتفادي الخلط مع النجم الثانوي υ آندروميدا B، حيث يشار إليه عادة باسم υ آندروميدا B، وتم تعين أسماء الكواكب الأخرى المكتشفة υ آندروميدا d ,C, وE، بالتريب بحسب وقت الاكتشاف.
في يوليو 2014 أطلق الاتحاد الفلكي الدولي عملية لإعطاء أسماء الأعلام لبعض الكواكب الخارجية والنجوم التي تستضيفهم. العملية تتضمن مشاركة الجمهور لترشيح والتصويت على الأسماء الجديدة. في ديسمبر 2015، أعلن الاتحاد الفلكي الدولي الأسماء الفائزة وهي تطوان للنجم υ آندروميدا A و'صفار وسمح ومجريطي لثلاثة كواكب (ب، ج، د، على التوالي) أو (B, C, D).
قدمت الأسماء الفائزة من قِبل نادي علم الفلك فيغا المغربي، وتم اعتماد اسم تطوان بعد التسوية للنجم الأكثر سطوعا في النظام نسبة للمدينة العتيقة تطوان وهي مدينة مغربية تقع في شمال المغرب وموقع تراث عالمي تابع لليونسكو. وسميت الكواكب تكريما لعلماء فلك القرن العاشر ابن الصفار (أبو القاسم أحمد بن عبد الله بن عمر الغافقي رياضياتي وفلكي أندلسي)، و (المجريطي) نسبة إلى أبو القاسم مسلمة بن أحمد المجريطي فلكي وكيميائي ورياضياتي أندلسي.
في مايو 2016 أنشئ الاتحاد الفلكي الدولي فريق عمل الاتحاد الفلكي الدولي للأسماء النجوم لفهرست وتوحيد الأسماء الخاصة للنجوم للمجتمع الفلكي الدولي. وفي أول نشرة في يوليو 2016  قبل فريق عمل أسماء الكواكب الخارجية والنجوم التي تستضيفهم التي وافقت عليها تسمية اللجنة التنفيذية لمجموعة العمل العام للكواكب وأقمار الكواكب، بما في ذلك أسماء النجوم التي اعتمدت خلال حملة عام 2015 لتسمية العوالم الخارجية، وهذا النجم الآن مدرج في كتالوج الاتحاد الفلكي الدولي لأسماء النجوم.

## النظام النجمي

### المسافة والرؤية
النجم تطوان إلى حد ما قريب من المجموعة الشمسية. وتم قيس تزيح تطوان بواسطة بعثة القياسات الفلكية هيباركوس. هذا القياس أسفر عن تزيح يساوي 74.12 ملي ثانية قوسية. وهذا يعادل مسافة 13.49 فرسخ فلكي أو (44 سنة ضوئية). القدر الظاهري للنجم يساوي +4.09، مما يجعلة مرئي بالعين المجردة حتى تحت سماء ملوثة بشكل معتدل. ويقع النجم حول 10 درجة شرقا من مجرة المرأة المسلسلة. النجم المرافق أبسلون المرأة المسلسلة B مرئي فقط عبر مقراب.

### أبسلون المرأة المسلسلة A (تطوان)
تطوان قزم أصفر أبيض من النوع-F8V شبية بالشمس ولكن أصغر سنا وأكثر ضخامة وأكثر إشراقا. ووفقا لنتائج مسح جنيف-كوبنهاغن فأن عمر النجم يقدر بحوالي 3.12 مليار سنة، وبالمقارنة فإن الشمس عمرها 4.6 مليار سنة. ويحتوي النجم على نسبة مماثلة من الحديد والهيدروجين بالمقارنة مع الشمس. وتبلغ كتلة النجم 1.27:{\displaystyle M_{\bigodot }} وهذا يعادل 1.3 مرة مقدار كتلة الشمس، لذلك سيكون له مدى حياة أقصر من الشمس. ويعتقد أن كمية الأشعة فوق البنفسجية التي يتلقاها أي كوكب في المنطقة القابلة للسكنى حول النجم ستكون مشابهة لتدفق الأشعة فوق البنفسجية التي تتلفاها الأرض من الشمس.
تطوان كان في المرتبة 21 في قائمة أفضل 100 نجم مستهدف لمهمة ناسا الملغية عام 2011 للبحث عن الكواكب الأرضية.

### أبسلون المرأة المسلسلة B
إأبسلون المرأة المسلسلة B هو قزم أحمر من النوع-M4.5V. المسافة الفاصلة بينة وبين النجم الرئيسي تقدر بحوالي 750 وحدة فلكية. الفاصل الحقيقي بين النجمين غير معروف لأن الإزاحة الزاوية على طول خط الأفق بين الأرض ونجوم نظام تطوان غير معروف، لذلك هذه القيمة هي الحد الأدنى للمسافة الفاصلة بينهما، هذا بناء على الحركة الحقيقية للنجم ومرافقة في الفضاء وقد تم اكتشاف أبسلون المرأة المسلسلة B في عام 2002 عن طريق البيانات التي جمعت كجزء من المسح الميكروي الثنائي لكامل السماء. أبسلون المرأة المسلسلة B أقل كتلة وضياء من الشمس.
فهرس واشنطن للنجوم المزدوجة يسرد النجمين كنجم مزدوج. لكن هذا لا يتوافق مع الحركة الحقيقية لنجوم أبسلون المرأة المسلسلة. وتقارب النجمين ظاهري فقط حيث يبدو أبسلون المرأة المسلسلة B بالقرب من النجم تطوان لأنهما يقعان بالقرب من نفس خط الأفق.

## النظام الكوكبي
| رفيق (بترتيب النجوم) | كتلة              | نصف محور (AU)  | الفترة المدارية (يوم) | انحراف        | ميلان     | نق       |
| -------------------- | ----------------- | -------------- | --------------------- | ------------- | --------- | -------- |
| صفار                 | 0.62±0.09 مJ      | 0.0595±0.0034  | 4.62±0.23             | 0.022±0.007   | 30-90°    | —        |
| السمح                | 13.98+2.3 −5.3 مJ | 0.832±0.048    | 241.26±0.64           | 0.260±0.079   | 7.9 ± 1°  | —        |
| d (مجريطي)           | 10.25+0.7 −3.3 مJ | 2.53±0.15      | 1276.46±0.57          | 0.299±0.072   | 23.8 ± 1° | ~1.02 قم |
| e                    | 0.96±0.14 مJ      | 5.2456±0.00067 | 3848.86±0.74          | 0.0055±0.0004 | —         | —        |

يدور النجم تطوان في زاوية ميلان 58+9
−7 درجة بالنسبة إلى الأرض.
اكتشف النظام الكوكبي التابع لنظام أبسلون المرأة المسلسلة في عام 1996، وأعلن عنة في يناير كانون الثاني عام 1997، جنبا إلى جنب مع الإعلان عن كواكب نجم تاو العواء وكواكب نجم السرطان 55. الاكتشاف تم من قبل جيفري مارسي وبول بتلر وهما علماء فلك من جامعة ولاية سان فرانسيسكو.
كوكب صفار اكتشف برصد التغيرات في قياس السرعة الشعاعية للنجم الناجمة عن جاذبية الكوكب بسبب قربه من النجم الأم، هذا القرب يتسبب في تذبذب كبير للنجم يُرصد بسهولة نسبيا. ويبدو أن الكوكب مسؤول عن تعزيز نشاط الغلاف الوني للنجم.

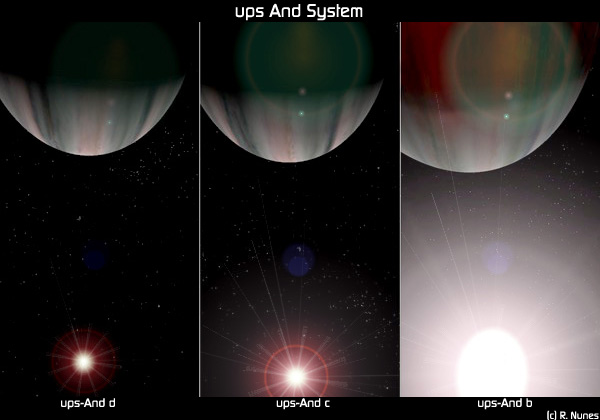
تصور فني لكواكب أبسلون المرأة المسلسلة

وحتى عندما أخذ هذا الكوكب في الاعتبار فأن هذا الكوكب الداخلي لم يفسر بشكل كامل قياسات منحنى السرعة الشعاعية. لذلك اقترح أنه قد يكون هناك كوكب ثان في المدار.
في عام 1999، استنتج علماء الفلك في كل من جامعة ولاية سان فرانسيسكو ومركز هارفارد-سميثونيان للفيزياء الفلكية وبشكل مستقل أن نموذج كوكبي ثلاثي أفضل ما يناسب هذه القياسات.
وسميت الكواكب الخارجية أبسلون المرأة المسلسلة سي وأبسلون المرأة المسلسلة دي بحسب بعدها عن النجم وكلا الكوكبين في مدار منحرف، أكثر انحرافا من أي من الكواكب المعروفة في النظام الشمسي بما فيها بلوتو. أبسلون المرأة المسلسلة دي يدور داخل منطقة قابلة للسكنى حول النجم الشبية بالشمس تطوان.
كواكب النظام ليست متّحدة المستوى المداري مع بعضها البعض أو مع دوران النجم. الميل المتبادل بين الكوكب سمح والكوكب الآخر المسمى المجريطي هو 30 درجة. في عام 2001, اشارت القياسات الفلكية الأولية بأن مدار الكوكب الأبعد يميل 155.5 درجة إلى مستوى السماء. وبالرغم من ذلك، فأن التدقيق في البيانات المستخدمة تشير إلى أن قياسات هيباركوس ليست دقيقة بما فيه الكفاية لتميز وبشكل كاف بين مدارات رفقاء النجم الفرعين  ومدار النجم الأقرب. وفي الوقت نفسه، هي مقيدة بميلها 30-90 درجة.
مدار الكوكب أبسلون المرأة المسلسلة سي يتأرجح تدريجيا بين مدار دائري ومدار منحرف كل 6700 سنة. ولم يتم استبعاد وجود المزيد من الكواكب التي قد تكون صغيرة جدا ليتم رصدها. على الرغم من وجود كوكب مشتري-هائل على بعد 5 وحدات فلكية من تطوان وهذا من شأنه أن يجعل النظام غير مستقر.
تشير المحاكاة الحاسوبية إلى أن انحراف كواكب النظام قد نشأ نتيجة لقاء قريب مع كوكب خارجي أو كوكب رابع، هذا اللقاء قد نقل أبسلون المرأة المسلسلة دي إلى مدار قريب حول النجم وأطلق الكوكب الآخر بعيداً أو تم تدميره. إذا كان الأمر كذلك، فإن الكوكب المارق سيتم إخراجة فورا؛ ومن غير الواضح كيف يتم محاكاة ذلك. وجميع الاحتمالات الأخرى ممكنة. وبالرغم من ذلك، فإن الكوكب الرابع اكتشف عام 2010 وأطلق علية اسم أبسلون المرأة المسلسلة e وهو في رنين مداري 3:1 مع أبسلون المرأة المسلسلة دي.

## مقارنة مع الشمس
هذا المخطط يقارن بين الشمس وأبسلون المرأة المسلسلة.
| المعرّف                 | حقبة (فلك) إحداثيات | حقبة (فلك) إحداثيات | البعد (س.ض) | التصنيف النجمي | درجة الحرارة (ك) | معدنية (dex) | العمر (مليار سنة) | ملاحظات |
| المعرّف                 | مطلع مستقيم         | الميل               | البعد (س.ض) | التصنيف النجمي | درجة الحرارة (ك) | معدنية (dex) | العمر (مليار سنة) | ملاحظات |
| ---------------------- | ------------------- | ------------------- | ----------- | -------------- | ---------------- | ------------ | ----------------- | ------- |
| الشمس                  | —                   | —                   | 0.00        | G2V            | 5,778            | +0.00        | 4.6               | [ 34 ]  |
| أبسلون المرأة المسلسلة | 01سا 36د 47.8ث      | +41° 24′ 20″        | 44          | F8V            | 6213             | +0.09        | 3.12              |         |

## معلومات
1. ↑  كتلة شمسية وتعادل
{\displaystyle M_{\bigodot }=1,9891\times 10^{30}{\hbox{ kg}}}